# Алвеолати
Алвеолатите (на латински: Alveolata – „с кухини“) са суперотдел от царство Chromalveolata.
Най-отличителната общата характеристика е наличието на кортикални алвеоли, покриващи мехурчета, опаковани в непрекъснат слой поддържащ мембраната, обикновено образуващ гъвкава ципица. При Dinoflagellata те често образуват защитни плочи. Alveolata имат тубуларни кристи на митохондриите и камшичета с различна структура.
Изглежда, че предшествениците им са били фотосинтезиращи.
Почти всички секвенирани митохондриални геноми на Ciliophora и Apicomplexa са линейни. Митохондриалния геном на Babesia microti е кръгов.

## Класификация
Alveolata има четири отдела, които са много разнообразни по форма, но доказано са близкородствени, въз основа на различни ултраструктурни и генетични прилики:
- Apicomplexa – паразити, при които липсват аксонемни моторни структури, с изключение в гаметите.
- Chromerida – морски фотосинтезиращи организми.
- Ресничести (Ciliophora) – много често срещани, с много къси реснички, подредени в редове и две ядра.
- Динофлагелати (Dinoflagellata) – предимно морски камшичести, много от които имат хлоропласти.